# Tribalus punctillatus
Tribalus punctillatus är en skalbaggsart som beskrevs av Heinrich Bickhardt 1913. Tribalus punctillatus ingår i släktet Tribalus och familjen stumpbaggar. Inga underarter finns listade i Catalogue of Life.